# 1944 Günter
1944 Günter eller 1925 RA är en asteroid i huvudbältet, som upptäcktes 14 september 1925 av den tyske astronomen Karl Wilhelm Reinmuth i Heidelberg. Den har fått sitt namn efter upptäckarens son, Günter Reinmuth.
Asteroiden har en diameter på ungefär 4 kilometer.